# Rambutyo
Rambutyo, deutsch auch: Jesus-Maria-Insel, ist eine Insel im Norden von Papua-Neuguinea und gehört zur Provinz Manus.

## Geographie
Mit einer Fläche von rund 88 km² ist Rambutyo nach Manus die zweitgrößte Insel der Gruppe der Admiralitäts-Inseln. Rambutyo befindet sich 41 km südöstlich von Manus und südlich der Inseln Tong und Pak. Die Bevölkerung von etwa 1000 Einwohnern ist hauptsächlich in den beiden Orten Lenkau und Penchal im Westen verteilt. Die bewaldete Insel ist vulkanischen Ursprungs und erreicht eine Höhe von 306 Metern, nach älteren Angaben nur 216 Metern. Zusammen mit den nördlich gelegenen Inseln Patuam, Malai und Bundro bildet Rambutyo eine Gruppe von Inseln, die als Horno-Inseln bezeichnet werden. Auf Rambutyo und den umliegenden Inseln spricht man Titan, Lenkau und Penchal.
Rambutyo kann nur per Schiff erreicht werden; die Insel hat keinen Flugplatz.
Auf Manus, Rambutyo und Lou ist der Meekspechtpapagei endemisch.

## Geschichte
Die Insel wird wahrscheinlich seit etwa 1500 v. Chr. von Melanesiern bewohnt. Das Gebiet kam im Jahr 1885 unter deutsche Verwaltung und gehörte seit 1899 zu Deutsch-Neuguinea. Während des Ersten Weltkrieges wurde die Insel von australischen Truppen erobert und nach dem Krieg als Mandat des Völkerbundes von Australien verwaltet. 
1942 bis 1944 wurde die Insel von Japan besetzt, kehrte aber 1949 in australische Verwaltung zurück, bis Papua-Neuguinea 1975 unabhängig wurde.